# Coppa del Generalissimo 1960 (hockey su pista)
La Coppa del Generalissimo 1960 è stata la 17ª edizione della principale coppa nazionale spagnola di hockey su pista. Il torneo ha avuto luogo dal 10 al 12 giugno 1960.
Il trofeo è stato vinto dal Voltregà per la prima volta nella sua storia superando nel girone il Barcellona.

## Squadre partecipanti
- Barcellona
- Barcino
- Parque Movil
- Voltregà

## Risultati
| Squadra 1      | Risultato | Squadra 2    |
| -------------- | --------- | ------------ |
| 10 giugno 1960 |           |              |
| Voltregà       | 9 - 0     | Parque Movil |
| Barcellona     | 7 - 2     | Barcino      |
| 11 giugno 1960 |           |              |
| Barcellona     | 9 - 2     | Parque Movil |
| Voltregà       | 5 - 3     | Barcino      |
| 12 giugno 1960 |           |              |
| Barcino        | 6 - 0     | Parque Movil |
| Barcellona     | 2 - 4     | Voltregà     |

| Squadra      | Pt | G | V | N | P | GF | GS | DG  |
| ------------ | -- | - | - | - | - | -- | -- | --- |
| Voltregà     | 6  | 3 | 3 | 0 | 0 | 18 | 5  | +13 |
| Barcellona   | 4  | 3 | 2 | 0 | 1 | 18 | 8  | +10 |
| Barcino      | 2  | 3 | 1 | 0 | 2 | 11 | 12 | -1  |
| Parque Movil | 0  | 3 | 0 | 0 | 3 | 2  | 24 | -22 |